# Szeligi (powiat sochaczewski)
Szeligi – wieś w Polsce położona w województwie mazowieckim, w powiecie sochaczewskim, w gminie Nowa Sucha. Ma status sołectwa.
Wieś wchodzi w skład sołectwa Nowy Kozłów Drugi-Szeligi.
W latach 1975–1998 miejscowość należała administracyjnie do województwa skierniewickiego.